# Kateřina Zohnová
Kateřina Zohnová (Kraslice, 7 novembre 1984) è una cestista ceca.

## Carriera
Con la Rep. Ceca ha disputato i Campionati europei del 2009 e i Giochi olimpici di Londra 2012.